# Anton Baloh
Anton Baloh, slovenski inženir strojništva, * 25. september 1918, Bled, † 6. junij 1988, Heidelberg, Nemčija.
Diplomiral je 1953 in doktoriral 1963 na Fakulteti za strojništvo v Ljubljani. Od 1953 je deloval v Nemčiji, najprej kot konstruktor toplotnih naprav v industriji. V letih 1966—1975 je bil projektni inženir v kemijskem koncernu Badische Anilin-und Soda-Fabrik (BASF) v Ludwigshafnu, nato je do 1981 predaval na Tehniški univerzi v Berlinu, od 1977 kot redni profesor. Bil je vrhunski termodinamik in strokovnjak za procesno tehniko, posebno v tehnologiji sladkorja. V slovenskem knjižničnem informacijskem sistemu COBISS obsega njegova bibliografija delo Energiewirtschaft in der Zuckerindustrie (COBISS)